# Convento de San José (Burriana)
El convento de San José, de los  Carmelitas Descalzos, también conocido como iglesia del convento de Carmelitas, es un lugar de culto católico situado en Burriana, Plana Baja,  catalogado como Bien de Relevancia Local según la Disposición Adicional Quinta de la Ley 5/2007, de 9 de febrero, de la Generalitat, de modificación de la Ley 4/1998, de 11 de junio, del Patrimonio Cultural Valenciano (DOCV Núm. 5.449 / 13/02/2007), con código 12.06.032-005.
Sito en la calle de San Juan de la Cruz, 2, de Burriana, data de finales del siglo XIX y primeras décadas del siglo XX.

## Historia
El convento de los Carmelitas de Burriana se fundó tras la restauración de la orden (1895),  en el año 1896 y poco tiempo después, un año tan solo, se inicia la construcción de la iglesia conventual.
En un primer momento se constituyó como colegio de la Orden, actividad que se ha mantenido hasta la actualidad.
Cuando la orden dejó de ser de clausura, y al no poder recuperar la casa que tenían anteriormente en Nules, se decidió abrir un nuevo convento en 1896, el cual,  de manera provisional, se instaló en una casa de la calle de San Agustín. El primer prior de la nueva comunidad fue el Padre Modesto del Sagrado Corazón de Jesús. Muy pronto, el 26 de abril de ese mismo año,  se puso la primera piedra del nuevo convento en un solar que había sido regalado a los frailes. La construcción del convento duró unos meses, y se inauguró el 6 de noviembre de ese mismo año. El Convento de esta orden religiosa posee patio interior y sobrio claustro.
Por su parte, la construcción de la iglesia, que tradicionalmente se ha llamado “templo de San José”, se inició el 1 de mayo de 1898 y se terminó el 17 de abril de 1929;  siguiendo las pautas del historicismo y del neogótico, siendo el arquitecto del proyecto, Godofredo Ros de Ursinos.

## Descripción
El templo es un edificio de escasa decoración y elegantes líneas. Presenta planta rectangular con crucero en el que existen grandes altares (la imagen de San José preside el altar mayor, al que se dedica el templo por expresa petición de los que cedieron el terreno para la construcción del mismo) y pueden observarse seis capillas laterales.
Destaca el uso de mármoles y  piedras artificiales como elementos ornamentales. Puede observarse la existencia de un coro alto a los pies de la planta y la existencia de tribunas a ambos lados del altar mayor.
Deben destacarse las  vidrieras, las  tallas y relieves (obra  de Octavio Vicent y de Carmelo Vicent); así como los soberbios altares de madera policromada.